# لایکا جئوسیستم
لایکا جئوسیستم (انگلیسی: Leica Geosystems) شرکت مهندسی نقشه‌برداری سوئیسی است، که در سال ۱۹۹۰ تأسیس شد.